# 27291 Greghansen
27291 Greghansen è un asteroide della fascia principale. Scoperto nel 2000, presenta un'orbita caratterizzata da un semiasse maggiore pari a 2,2188601 UA e da un'eccentricità di 0,1598728, inclinata di 4,87362° rispetto all'eclittica.